# I sabotatori
I sabotatori (The Monkey Wrench Gang) è un romanzo del 1975 scritto da Edward Abbey.
Nel 2012 la vedova di Abbey ha denunciato gli autori del film Night Moves evidenziando somiglianze tra la trama del film e il romanzo.